# Bretons (taal)

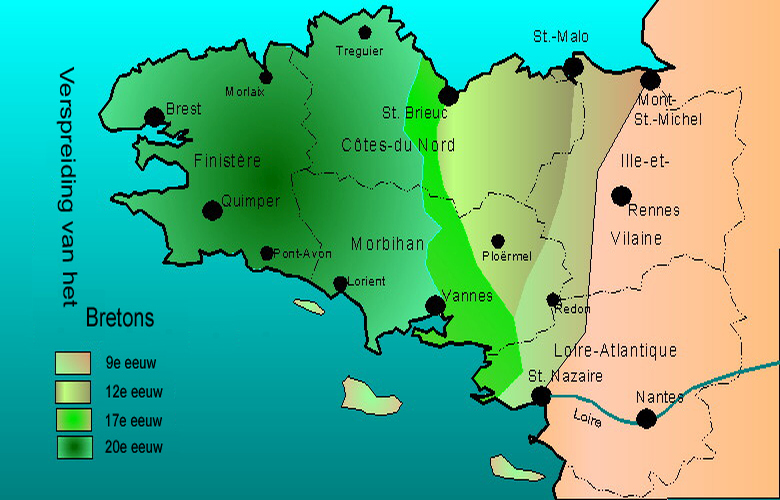
Teruggang van het taalgebied van het Bretons

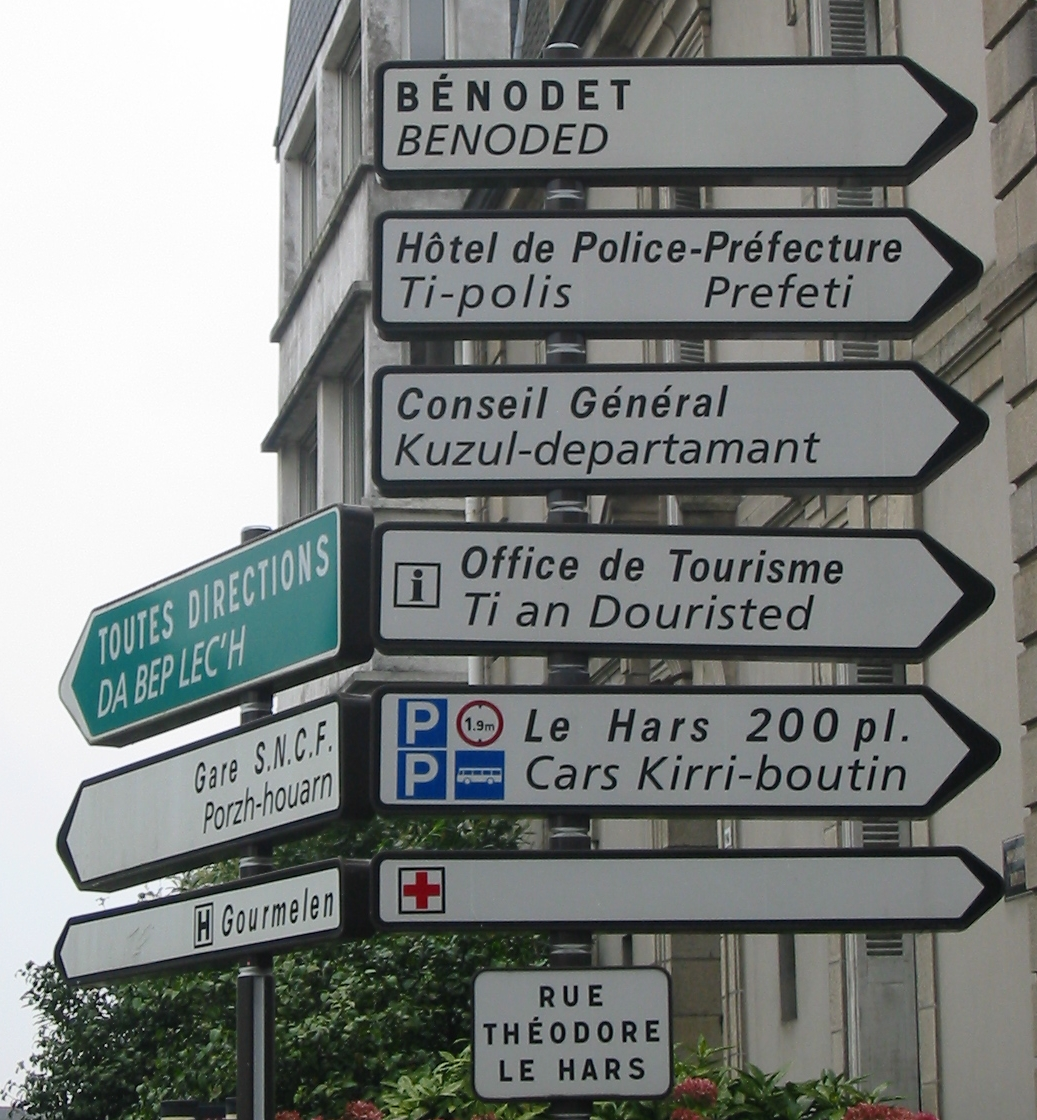
Tweetalige bewegwijzering in Quimper

Het Bretons of Bretoens (Bretoens: Brezhoneg, Frans: Breton) is een Eiland-Keltische taal. Ondanks haar classificatie wordt de taal als enige levende Keltische taal in continentaal Europa gesproken. Het is een sterk bedreigde taal. In 2018 spraken naar schatting nog 207 000 mensen in Bretagne de taal, en dit aantal daalt nog steeds.

## Geschiedenis

### Oudbretons
Het Bretons stamt niet af van het Gallisch, maar is ontstaan uit Britse talen, waarvan ook het Welsh en het Cornisch afstammen. De gemeenschappelijke voorvader van de Britse talen werd in de oudheid in het zuiden van Groot-Brittannië gesproken. Van de vierde tot de zevende eeuw migreerden vele Bretoenen naar Armorica, en zij namen hun Bretonse taal mee. Het is niet helemaal duidelijk wanneer het Bretons precies afgesplitst raakte van het Welsh en het Cornish, vanwege de zeer beperkte geschreven bronnen uit deze tijd. Er is wel bewijs dat er divergentie was tussen het Welsh enerzijds, en het Cornish en het Bretons anderzijds vanaf de zesde eeuw, en dat het Cornish en het Bretons uiteen waren gegroeid in de achtste en negende eeuw. Vanaf de negende eeuw is er ook een substantiële hoeveelheid aan geschreven materiaal in het Oudbretons. Tot 1100 spreekt men van Oudbretons, de periode hierna spreekt men van Middelbretons.
Het is mogelijk dat ook enkele elementen van het in Gallië nog sporadisch gesproken Gallisch overgenomen werden. Er werden echter vooral veel elementen overgenomen uit de plaatselijk gesproken Romaanse talen, waardoor het Bretoens vandaag de dag veel woorden kent die verwant zijn aan woorden uit het Frans. In de streek iets oostelijker wordt tussen de streken van Rennes en Nantes ook Gallo gesproken, een kleine taal die van het Latijn afstamt, en dus Romaans is, net als het Frans.

### Middelbretons
Het Bretons was de taal van de elite tot de 12e eeuw, waarna de adel het Frans als standaardtaal verkoos. Als geschreven taal werd in Bretagne, dat tot de 16e eeuw steeds een zekere onafhankelijkheid genoot, het Latijn gebruikt, vanaf de 15e eeuw echter won ook hier het Frans terrein.
Tot 1659 spreekt men van Middelbretons, hierna spreekt men van modern Bretons.

### Modern Bretons
Het Bretons gesproken na de periode van het Middelbretons en tot op de dag van vandaag wordt modern Bretons genoemd.
In deze periode werden er voor het eerst serieuze pogingen ondernomen om het Bretons te standaardiseren. Een significante horde in deze standaardisering was het feit dat het dialect van Vannes sterk afweek van de rest van de dialecten. In 1941 kwam de spelling Peurunvan (geheel verenigd) tot stand. Na aanhoudende kritiek werd in 1955 een andere standaard voorgesteld, die tot minder foute uitspraak zou moeten geleid hebben: Skolveurieg. In 1975 werd Etrerannyezel, een interdialectische spelling voorgesteld die het midden hield tussen de andere spellingen. Peurunvan bleek uiteindelijk het populairst.

## Classificatie en positie

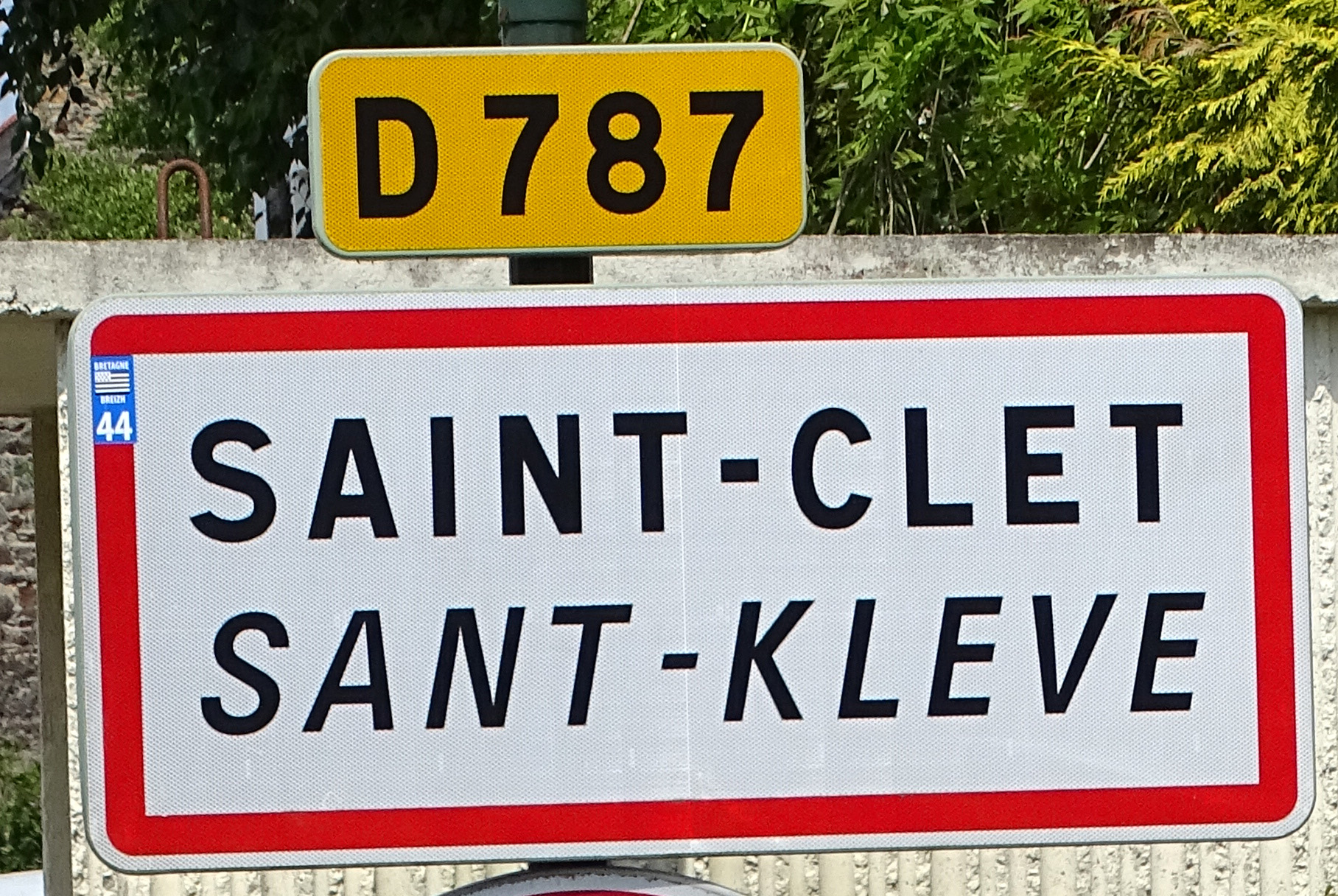
Tweetalig plaatsnaambord

Het Bretons is een Britse taal, en dus nauw verwant aan het Cornish en het Welsh. Andere verwante talen zijn de Goidelische of Gaelische talen: Iers, Schots-Gaelisch en Manx-Gaelisch.
Net als alle Keltische talen is het Bretons een Indo-Europese taal, en dus in de verte verwant aan het Nederlands.

### Schema

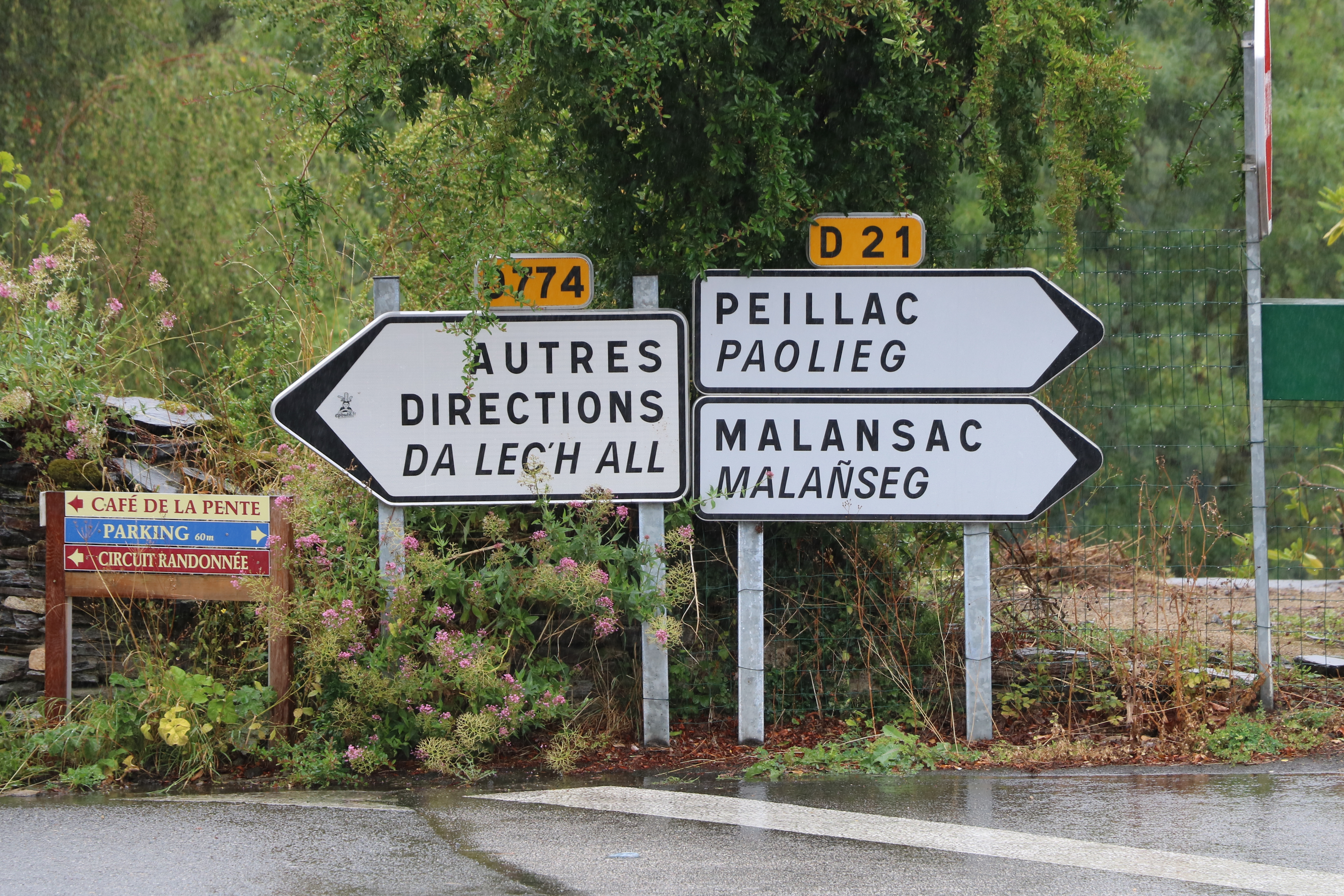
Tweetalige bewegwijzering

- Indo-Europees
  - Keltisch
    - Eiland-Keltisch
      - Brits
        - Bretons
        - Cornish
        - Welsh

      - Goidelisch
        - Iers
        - Schots-Gaelisch
        - Manx-Gaelisch

## Status

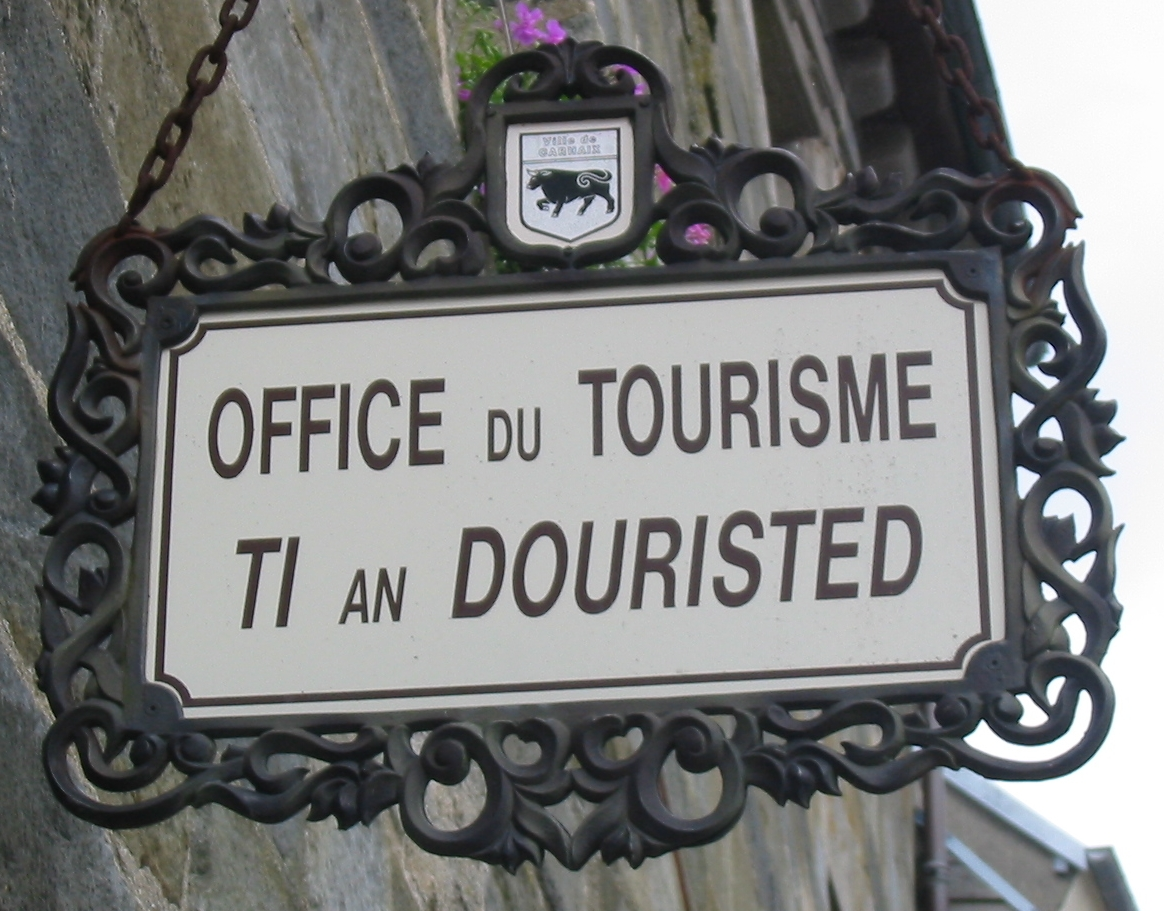
Tweetalig bord

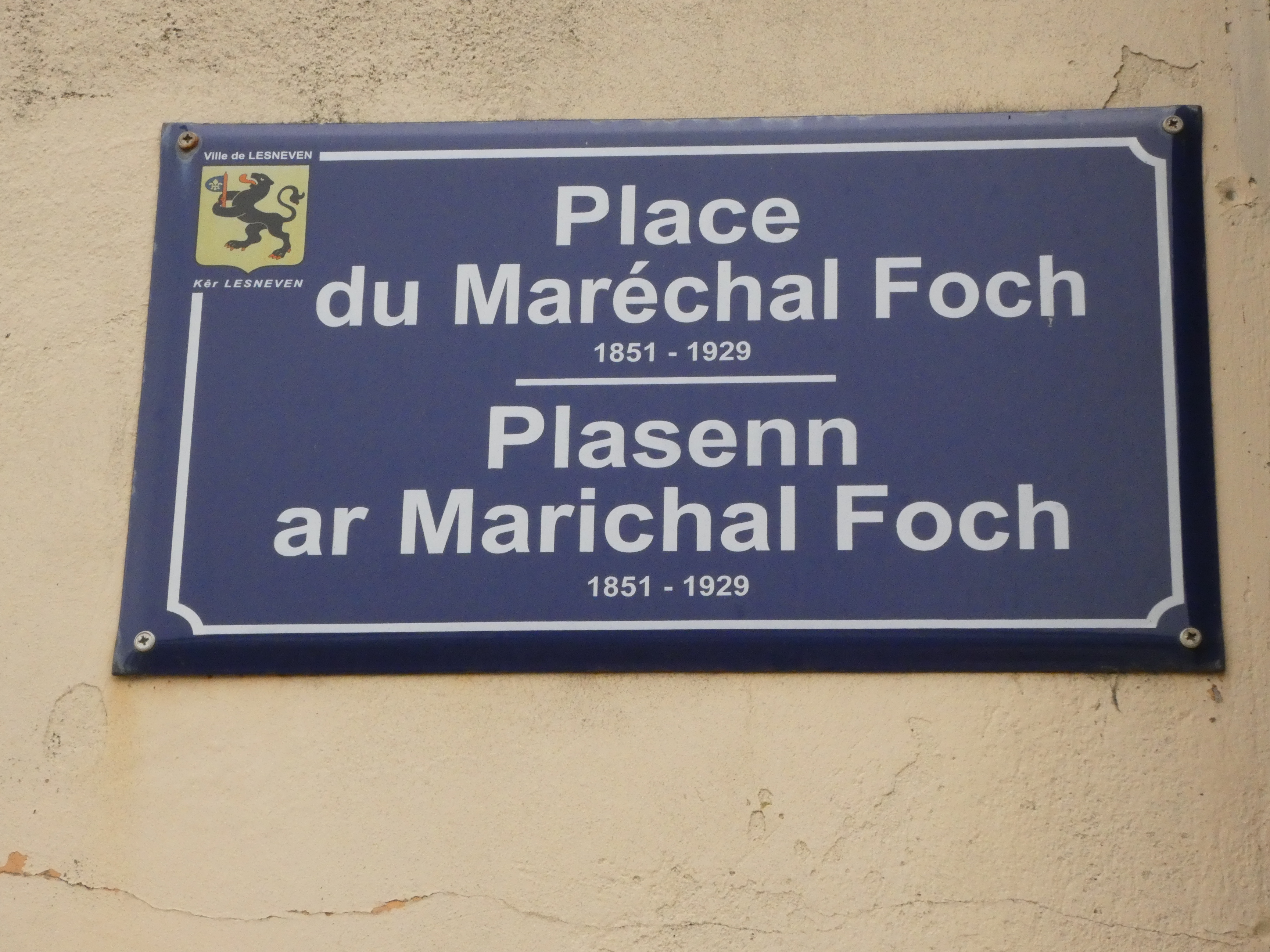
Tweetalig straatnaambord

Het Bretons is een ernstig bedreigde taal, die anno 2018 nog door ongeveer 200 000 mensen wordt gesproken en verstaan, veel minder dan de 1,3 miljoen die dat anno 1930 konden. De taal wordt vooral door de oudere bevolking gesproken en wordt op den duur met uitsterven bedreigd. In 1950 waren er nog slechts 100.000 mensen die wel het Bretons beheersten en het Frans niet.
Ondanks het dalend aantal sprekers is er nog altijd een uitgebreide literatuur in het Bretons voorhanden. Er wordt ook nog steeds veel literatuur in het Bretons gepubliceerd, door organisaties zoals Al Liamm (letterlijk: de link).
De Franse grondwet stelt dat de taal van de republiek Frans is, maar dat de regionale talen deel zijn van het nationaal patrimonium van Frankrijk. Het Bretons is dus niet als nationale taal erkend, en is dus ook geen officiële taal van de Europese Unie, maar wordt wel door de regio Bretagne erkend. Een echt officiële status heeft het echter niet. De taal bevindt zich dus in een moeilijke positie, gelijkaardig aan die van het Corsicaans, dat elders in Frankrijk wordt gesproken.
Een lichtpunt voor de status van de taal is het relatieve succes van de Diwan-scholen. Diwan (letterlijk: zaadje) werd opgericht in 1977 en biedt primair onderwijs aan in het Bretoens. Sindsdien zijn ook Dihun en Div Yezh opgericht, die beiden tweetalig onderwijs aanbieden. In 2022 volgden 19 765 leerlingen Bretoens of tweetalig onderwijs in Bretagne.
Er bestaat sinds 2010 een Office Public de la Langue Bretonne (OPLB)/Ofis Publik Ar Brezhoneg dat als overheidsdienst het Bretons promoot. 

## Algemene kenmerken

### Spraakkunst

#### Lidwoorden

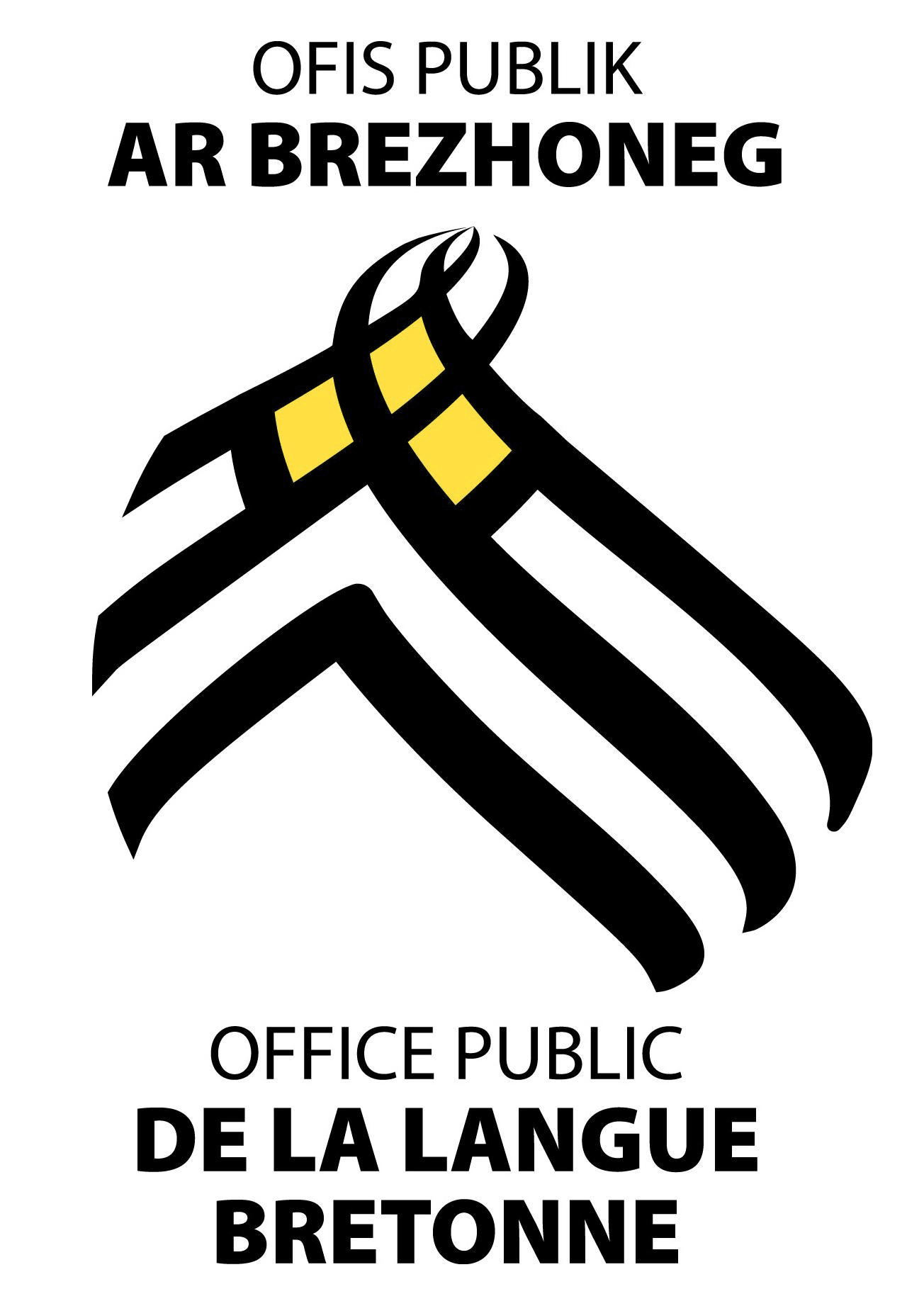
Ofis Publik ar Brezhoneg

Net als het Nederlands kent het Bretons zowel onbepaalde als bepaalde lidwoorden. Dit is anders dan de andere levende Keltische talen, waar het gebruik van het onbepaald lidwoord niet courant is.

#### Geslacht
Het Bretons kent twee grammaticale geslachten: mannelijk en vrouwelijk. Voorbeelden van mannelijke woorden zijn paotr (jongen), ki (hond) en ti (huis). Voorbeelden van vrouwelijke woorden zijn kêr (stad), plijadur (plezier) en moereb (tante). Er zijn weinig algemeen geldende regels over welke woorden precies mannelijk en welke vrouwelijk zijn, maar doorgaans zijn alle woorden die slaan op mannelijke mensen of mannelijke dieren, en de meeste woorden die slaan op objecten mannelijk. Woorden die slaan op vrouwelijke mensen en vrouwelijke dieren zijn doorgaans vrouwelijk, en woorden die slaan op geografische concepten zijn doorgaans vrouwelijk.

#### Meervoud
Meervoudsvormen in het Bretons zijn sterk onregelmatig. Veel meervoudsvormen worden gevormd door -où, -ioù of -ed aan het einde van het woord te voegen, zoals bijvoorbeeld avaloù (appels) en pesked (vissen). Er zijn echter ook woorden waarbij de meervoudsvorm gevormd wordt door uitgangen als -i, -ien, -ier, -on, -ez, -en, -idi, -iz of -eien. In andere gevallen is de meervoudsvorm nog onregelmatiger, zoals bijvoorbeeld het woord dant (tand), waarbij de meervoudsvorm dent (tanden) is.
Wat het nog wat complexer maakt, is dat er ook woorden zijn waarvan de vorm zonder vervoeging meervoud is, waarbij er een uitgang wordt toegevoegd om een enkelvoud te verkrijgen. Voorbeelden zijn hier gwez (bomen), gwezenn (boom) en ster (sterren), sterenn (ster).

#### Mutaties
Kenmerkend aan de levende Keltische talen zijn de mutaties aan het begin van woorden. Zo kent het Bretons vier verschillende groepen beginmutaties: de harde, de zachte, de gemengde en de aspirante mutaties. Van deze is de zachte mutatie het meest courant. Daarnaast zijn er ook een aantal onvolledige mutaties. Het onderstaande schema vat de mutaties uit die vier groepen samen.
| Letter zonder mutatie | Zacht | Aspirant | Hard | Gemengd |
| --------------------- | ----- | -------- | ---- | ------- |
| p                     | b     | f        |      |         |
| t                     | d     | z        |      |         |
| k                     | g     | c'h      |      |         |
| b                     | v     |          | p    | v       |
| d                     | z     |          | t    | t       |
| g                     | c'h   |          | k    | c'h     |
| gw                    | w     |          | kw   | w       |
| m                     | v     |          |      | v       |

Zo zal bijvoorbeeld de zachte mutatie voorkomen na het voorzetsel "da" (naar). Als men zegt dat men naar de stad Kemper gaat, kan men bijvoorbeeld zeggen "Mont a ran da Gemper".

#### Woordvolgorde
De andere nog levende Keltische talen met uitzondering van het Cornish volgen allen de VSO-volgorde. Dit betekent dat in de regel het werkwoord eerst komt, gevolgd door het onderwerp en daarna het lijdend voorwerp. Het Bretons volgt deze volgorde doorgaans niet. Het Bretons gebruikt net als o.a. het Nederlands, het Cornish en het Engels de SVO-volgorde. Het onderwerp komt doorgaans eerst, gevolgd door het werkwoord en dan het lijdend voorwerp.

#### Vervoeging
Het Bretons kent weinig onregelmatige werkwoorden. Doorgaans worden enkel deze vijf woorden gezien als onregelmatig: bezañ/bout (zijn), endevout (hebben), gouzout (weten), mont (gaan) en ober (doen). Andere werkwoorden, zoals skrivañ (schrijven), volgen dezelfde vervoeging.

### Woordenschat
De Bretonse woordenschat is sterk gelijkend op die van andere Keltische talen, maar kent een wezenlijke invloed van het Frans.

#### Vergelijking met andere Keltische talen
| Bretoens | Welsh | Cornish | Iers    | Schots-Gaelisch | Manx Gaelisch | Nederlands |
| -------- | ----- | ------- | ------- | --------------- | ------------- | ---------- |
| penn     | pen   | penn    | ceann   | ceann           | kione         | hoofd      |
| levr     | llyfr | lyver   | leabhar | leabhar         | lioar         | boek       |
| kazh     | cath  | kath    | cat     | cat             | kayt          | kat        |

## Dialecten
Doorgaans wordt het Bretons opgedeeld in vier dialecten: het Cornouaillais, het Léonard, het Trégorrois en het Vannetais. Deze opdeling is enigszins arbitrair, aangezien deze op de oude bisdommen is gebaseerd, en niet zozeer op taalkundige aspecten. Onder deze dialecten is de laatste, Vannetais, het sterkst afwijkend van de andere dialecten, en niet helemaal onderling verstaanbaar met de andere dialecten. Deze beperkte onderlinge verstaanbaarheid heeft er mede voor gezorgd dat er ook twee standaardortografieën gebruikt worden: een gebaseerd op de eerste drie dialecten, en een gebaseerd op het Vannetais.

## Enkele Bretonse elementen in plaatsnamen
Deze lijst dient om de betekenis van Bretonse plaatsnamen beter te kunnen begrijpen.
- ker = huis, versterkt huis, dorp, gehucht
- aber = riviermonding (lijkend op de fjorden in Noorwegen of de rias in Portugal en Galicië)
- avon = rivier
- beg, bec = voorgebergte, kaap
- bihan = klein
- bren, bre = heuvel
- din = vesting
- dour = water
- du = zwart
- enez = eiland
- geun, gwern = moer, moeras, broek
- gwenn = wit
- hen, kozh = oud
- hent = straat
- iliz = kerk
- izel = laag (niet hoog)
- karreg = rots
- kastell = slot, kasteel
- ken = mooi
- killi = bosje
- koad, koed = woud, bos
- kroaz, kroez = kruis
- lann = heilige, gewijde plek; moeras
- lenn = meer
- leti, lety = herberg
- lez = hof
- lok, loc = aan een bepaalde heilige gewijde plaats of hut van een heremiet
- maen, men = steen
- maez, park = veld
- melin, milin = molen
- menez = berg
- meur = groot
- moal, moel = kaal
- mor = zee
- nevez = nieuw
- penn = kaap, berg- of heuveltop, uitstekende rots
- plou, plu, plo = gemeente, parochie
- pont = brug
- porzh = haven
- ti, ty = huis
- ti-kêr = gemeentehuis
- toull = gat
- traezh = strand
- tre = wijk, kerkdorp
- uhel = hoog